# Cazals-des-Baylès
Cazals-des-Baylès é uma comuna francesa na região administrativa de Occitânia, no departamento de Ariège.